# Bakary Koné
Pour les articles homonymes, voir Koné.
Ne pas confondre avec les footballeurs ivoiriens Bakari Koné (1981-) et Bakaré Koné (1989-).
 (septembre 2012).
Si vous disposez d'ouvrages ou d'articles de référence ou si vous connaissez des sites web de qualité traitant du thème abordé ici, merci de compléter l'article en donnant les références utiles à sa vérifiabilité et en les liant à la section « Notes et références ».
Bakary Koné, surnommé Bako Koné afin de le différencier avec Bakari Koné, lui surnommé Baky Koné, né le 27 avril 1988 à Ouagadougou, est un footballeur international burkinabè évoluant en tant que défenseur central.
En janvier 2023, à presque 35 ans, il annonce la fin de sa carrière.

## Biographie

### Formation et débuts en pro
Bakary Koné est formé dans le club de l'Étoile filante de Ouagadougou au Burkina Faso.
Il signe ensuite, à l'âge de 18 ans, un premier contrat professionnel en France avec le club de Guingamp. Il dispute son premier match en Ligue 2 opposant l'EA Guingamp contre le Tours FC (3-1) le 11 mai 2007 et obtient sa première titularisation le 25 mai 2007, lors du match entre Guingamp et Créteil.
Le 9 mai 2009, il remporte avec Guingamp la Coupe de France sur le score de 2 buts à 1 face au Stade rennais.
La saison 2010-2011 mettra en valeur les qualités de meneur[réf. nécessaire] de Bakary Koné qui sécurisera approximativement le secteur défensif et démontrera ses capacités offensives[réf. nécessaire] (2 buts inscrits) et de jaillissement vers l'avant pour contribuer à la remontée en Ligue 2 de l'EA Guingamp.

### Olympique lyonnais
Il signe un contrat de cinq ans avec l'Olympique lyonnais durant le Mercato estival 2011 pour une indemnité de deux millions d'euros. Cris et John Mensah étant blessés, il débute avec ses nouveaux coéquipiers le lendemain de son arrivée contre Ajaccio. Le match se termine sur le score d'un but partout.
Le 16 août 2011, Bakary Koné participe à son premier match de Ligue des champions avec l'Olympique lyonnais face au club russe du Rubin Kazan pour le match aller des barrages de la compétition. Pour son premier match, Bakary Koné et son équipe s’imposent sur le score de 3-1.
Le 24 août 2011, il marque son premier but sous les couleurs de l'Olympique lyonnais lors du match retour face au Rubin Kazan (1-1) à la 87e minute sur un corner. Un résultat qui permet à Lyon de se qualifier grâce à son nouveau défenseur pour sa douzième participation à la Ligue des champions.
Le 27 septembre 2011 il marque en Ligue des champions lors de la deuxième journée face au Dinamo Zagreb à la 42e minute de jeu. Au match retour le 7 décembre 2011, il participe à la victoire exceptionnelle de l'OL en Ligue des champions sur la pelouse du Dinamo Zagreb. Grâce à un score de 1-7, les Lyonnais reprennent contre toute attente la seconde place de leur groupe à la différence de buts et accèdent aux huitièmes de finale pour la neuvième année consécutive.
Fin août 2015, alors que l'Olympique lyonnais désire le vendre, il se rend à Londres pour parapher un contrat à Fulham FC.  Malgré un premier accord entre les deux parties, le club anglais décide finalement de ne pas l'engager.

### Málaga FC
Le 27 juin 2016, le club espagnol annonce avoir recruté l'international burkinabé pour 800 000 €. Il ne dispute cependant que sept rencontres au cours de sa première saison en Espagne.
Le 26 août 2017, il retrouve la Ligue 1 sous la forme d'un prêt au RC Strasbourg.

### Carrière exotique
Apres son passage à Strasbourg, il enchaîne les destinations plus exotiques les unes que les autres, sans jamais devenir essentiel, comme le témoigne son faible nombre de match à Ankaragucu en Turquie, à l'Arsenal Toula en Russie ou dans le club indien de Kerala Blasters FC

### Équipe nationale du Burkina Faso
Il participe à la Coupe d'Afrique des nations 2010 avec le Burkina Faso. C'est la première fois qu'il participe à la compétition. Malgré des matches de qualifications qui permettaient d'espérer de bons résultats, l'équipe sort prématurément de la compétition en terminant à la troisième place du groupe B en subissant deux défaites et ne marquant aucun but.
Lors de l'édition 2012, il est de nouveau présent, mais l'équipe ne réalise pas une meilleure prestation qu'en 2010 en encaissant trois défaites.
Pour la CAN 2013, il est de nouveau sélectionné avec les étalons du Burkina. Titulaire pour chaque match, il fait partie des cadres de l'équipe. Cette fois le Burkina Faso se qualifie pour les quarts et termine même premier de son groupe à égalité de points avec le Nigeria. L'équipe atteint la finale après avoir battu le Ghana aux tirs au but. Lors de cette séance, Koné est le premier tireur à s'élancer et donne l'avantage à son équipe.
Malgré une défaite en finale contre le Nigeria, l'ensemble de l'équipe reçoit un accueil triomphal à son retour au pays. Le 12 février 2013, il est fait officier de l'ordre national burkinabé grâce aux résultats obtenus lors de cette compétition.
Pour la CAN 2015, le Burkina Faso est opposé au Gabon, au Congo et à la Guinée équatoriale (pays organisateur) dans le groupe A. Bakary Koné dispute l'intégralité des matchs en tant que titulaire en défense centrale. Son équipe termine à la dernière place du groupe après deux défaites et un match nul.

## Palmarès
| - EF Ouagadougou - Coupe du Burkina Faso - Vainqueur (1) : 2006. - Supercoupe du Burkina Faso - Finaliste (1) : 2006. |  | - EA Guingamp - Coupe de France - Vainqueur (1) : 2009. - Trophée des champions - Finaliste (1) : 2009. - National - Remplaçant dans l'équipe type du National 2010-2011 |  | - Olympique lyonnais - Coupe de France - Vainqueur (1) en 2012 - Trophée des champions - Vainqueur (1) en 2012 - Coupe de la Ligue - Finaliste (2) en 2012 et 2014 |  | - Équipe du Burkina Faso - Coupe d'Afrique des nations - Finaliste (1) : 2013 |

## Statistiques
| Saison                | Club                  | Championnat           | Championnat | Championnat | Coupe(s) nationale(s) | Coupe(s) nationale(s) | Supercoupe | Supercoupe | Compétition(s) continentale(s) | Compétition(s) continentale(s) | Compétition(s) continentale(s) | Burkina Faso | Burkina Faso | Total | Total |
| Saison                | Club                  | Division              | M.          | B.          | M.                    | B.                    | M.         | B.         | Comp.                          | M.                             | B.                             | M.           | B.           | M.    | B.    |
| 2006-2007             | EA Guingamp           | Ligue 2               | 2           | 0           | -                     | -                     | -          | -          | -                              | -                              | -                              | 2            | 0            | 4     | 0     |
| 2007-2008             | EA Guingamp           | Ligue 2               | 9           | 0           | 1                     | 0                     | -          | -          | -                              | -                              | -                              | 2            | 0            | 12    | 0     |
| 2008-2009             | EA Guingamp           | Ligue 2               | 32          | 1           | 9                     | 2                     | -          | -          | -                              | -                              | -                              | 4            | 0            | 45    | 3     |
| 2009-2010             | EA Guingamp           | Ligue 2               | 31          | 1           | 3                     | 0                     | -          | -          | C3                             | 1                              | 0                              | 4            | 0            | 39    | 1     |
| 2010-2011             | EA Guingamp           | National              | 36          | 2           | 4                     | 0                     | -          | -          | -                              | -                              | -                              | 6            | 0            | 46    | 2     |
| 2011-2012             | EA Guingamp           | Ligue 2               | 2           | 1           | 2                     | 0                     | -          | -          | -                              | -                              | -                              | -            | -            | 4     | 1     |
| Sous-total            | Sous-total            | Sous-total            | 112         | 5           | 19                    | 2                     | -          | -          | -                              | 1                              | 0                              | 18           | 0            | 150   | 7     |
| 2011-2012             | Olympique lyonnais    | Ligue 1               | 28          | 2           | 4                     | 0                     | -          | -          | C1                             | 9                              | 2                              | 5            | 0            | 46    | 4     |
| 2012-2013             | Olympique lyonnais    | Ligue 1               | 14          | 1           | 3                     | 0                     | 1          | 0          | C3                             | 5                              | 0                              | 12           | 0            | 35    | 1     |
| 2013-2014             | Olympique lyonnais    | Ligue 1               | 24          | 2           | 6                     | 0                     | -          | -          | C1+C3                          | 3+11                           | 0                              | 6            | 0            | 50    | 2     |
| 2014-2015             | Olympique lyonnais    | Ligue 1               | 17          | 1           | 1                     | 0                     | -          | -          | C3                             | 4                              | 0                              | 12           | 0            | 34    | 1     |
| 2015-2016             | Olympique lyonnais    | Ligue 1               | 6           | 0           | 4                     | 0                     | 1          | 0          | C1                             | 1                              | 0                              | 6            | 0            | 18    | 0     |
| Sous-total            | Sous-total            | Sous-total            | 89          | 6           | 18                    | 0                     | 2          | 0          | -                              | 33                             | 2                              | 41           | 0            | 183   | 8     |
| 2016-2017             | Málaga CF             | Liga                  | 7           | 0           | -                     | -                     | -          | -          | -                              | -                              | -                              | 10           | 0            | 17    | 0     |
| Sous-total            | Sous-total            | Sous-total            | 7           | 0           | -                     | -                     | -          | -          | -                              | -                              | -                              | 10           | 0            | 17    | 0     |
| 2017-2018             | RC Strasbourg         | Ligue 1               | 11          | 1           | 1                     | 0                     | -          | -          | -                              | -                              | -                              | 3            | 0            | 15    | 1     |
| Sous-total            | Sous-total            | Sous-total            | 11          | 1           | 1                     | 0                     | -          | -          | -                              | -                              | -                              | 3            | 0            | 15    | 1     |
| Total sur la carrière | Total sur la carrière | Total sur la carrière | 219         | 12          | 38                    | 2                     | 2          | 0          | -                              | 34                             | 2                              | 72           | 0            | 365   | 16    |